# Yu Xiuhua
Yu Xiuhua (chino simplificado: 余秀华; chino tradicional: 余秀華; pinyin: Yú Xiùhuá; 1976) es una poeta china. Vive en un pueblo pequeño, presenta dificultades para hablar claramente y moverse con facilidad debido a una parálisis cerebral. Ha escrito más de dos mil poemas a enero de 2015. En 2014, su poema Atravesé la mitad de China para dormir contigo (穿过大半个中国去睡你) fue publicado frecuentemente en WeChat, y esta fue la primera vez que su nombre salió a la luz pública. En el mismo año, la revista poem, una revista nacional de China, publicó su poesía, que la hizo conocida ante el público. Se la ha comparado con Emily Dickinson por su calidad poética.

## Biografía

### Vida en el pueblo de Hengdian
En 1976, Yu Xiuhua nació en Hengdian, Shipai, Zhongxiang, Hubei, China, en una familia de agricultores. A causa de la presentación podálica y la hipoxia, nació con parálisis cerebral. La condición dificulta el habla y la movilidad. Cuando Yu creció, no podía trabajar en el campo ni asistir a la universidad debido a su discapacidad. En su segundo año de escuela secundaria, abandonó los estudios y se quedó en casa sin trabajo. Después de eso se dedicó de lleno a la poesía.
Antes de 2015, Yu todavía vivía en Hengdian con sus padres, llevando una vida sencilla. En casa, ella realizaba algunas tareas domésticas, alimentando a los conejos y escribiendo su poesía. En el entorno rural de Hengdian, Yu no tenía público.

### Familia
En 1995, cuando Yu tenía 19 años, se casó por un arreglo realizado por su madre. Yu contrajo matrimonio con Yin Shiping, que era 12 años mayor que ella. Él solía no estar en casa y, cuando estaban juntos, frecuentemente peleaban. El matrimonio tuvo un hijo. Yu Xiuhua y Yin Shiping se divorciaron en septiembre de 2015.
Los padres de Yu continuaron ocupándose de ella hasta que se publicó su antología. En 2016, la madre de Yu falleció a causa de un cáncer de pulmón.

### Escribiendo experiencias
En 1998, Yu Xiuhua escribió su primer poema "Imprinting" （《印痕》）. En 2009, Yu Xiuhua comenzó a escribir poesía con regularidad. En noviembre de 2014, la revista poem publicó sus poemas.
En enero de 2015, Yu presentó su primera antología de poemas "La luz de la luna cae sobre mi mano izquierda"（《月光落在左手上》） que fue publicada por Guangxi Normal University Press. El 28 de enero, Yu fue elegida vicepresidenta de la Asociación de Escritores de la Ciudad de Zhongxiang, provincia de Hubei. En febrero del mismo año, Hunan Literature and Art Publishing House publicó su poesía "Todavía mañana"（《摇摇晃晃的人间》）.
El 15 de mayo de 2016, el tercer libro de Yu Xiuhua "Amábamos y luego olvidamos" （《我们爱过又忘记》）fue publicado en Beijing. El 1 de noviembre de 2016, en la tercera ceremonia china del "Premio de literatura campesina", Yu Xiuhua ganó el premio especial del evento, recibiendo 100.000 yuanes de bonificación.

### Documental
El documental "Still Tomorrow" de Jian Fan, muestra un retrato de la vida de Yu Xiahua. Ganó el segundo premio especial del jurado en el Festival Internacional de Cine Documental de Ámsterdam, 2016.

## Características de su poesía
La poesía de Yu Xiuhua incluye temas como su amor, afecto, sentimiento de vida, su discapacidad y la aldea cerrada de la que no puede huir.
Ella escribió muchos poemas de amor. Como mujer que vive en el fondo de la sociedad y con un cuerpo defectuoso, tiene una experiencia muy profunda de la falta de amor. Ella no está satisfecha con el deseo poético del amor, pero muestra con fuerza la compleja y distintiva imagen del sujeto femenino.
Sus poemas están llenos del complejo significado del amor y lo que llama la desilusión del amor y la realización. El amor es lo que hace que el poeta se cuestione sobre la existencia, la verdad, la muerte, otros problemas metafísicos y el sujeto ontológico.